# جنگ بزرگ کی‌خسرو
جنگ بزرگ کی‌خسرو یکی از جنگ‌های بزرگ شاهنامه است که میان کی‌خسرو، پادشاه ایران و افراسیاب، پادشاه توران رخ داد. این جنگ از جمله مهم‌ترین و طولانی‌ترین جنگ‌های میان ایران و توران است که در پایان به کشته‌شدن افراسیاب انجامید و کین سیاوش از تورانیان ستانده شد.

## داستان
کی‌خسرو پس از پادشاهی، برای خون‌خواهی سیاوش، توس را با سپاهی برای جنگ به توران می‌فرستد. در این جنگ، فرود کشته شد و توس شکست خورد. در لشکرکشی دوم رستم به یاری توس و ایرانیان می‌شتابد. پس از آن کی‌خسرو سی‌هزار لشکر نامدار و سواران شمشیرزن، رستم، سران و بزرگان ایران‌زمین را گردآورد و به خون‌خواهی سیاوش برانگیخت. لشکر به فرماندهی رستم به راه افتاد و بر توران چیره شدند. رستم گنگ‌دژ را گشود و بر جای افراسیاب نشست. سپس پیشروان سپاه ایران به فرماندهی کی‌خسرو بر پیشاهنگان سپاه افراسیاب یورش بردند و آنان را شکست دادند. جنگ چهل سال به درازا کشید. افراسیاب گریخت و از جیحون گذشت. پس از آن در پس چین به نیرنگ از دریا گذشت و در گنگ‌دژ پنهان شد. کی‌خسرو به دنبالش رفت و چون به چین رسید، با کشتی از دریا گذشت و به گنگ‌دژ رسید. ولی به افراسیاب دست نیافت و به ایران بازگشت.

### کشته‌شدن افراسیاب
پس از چندی، فردی به نام هوم افراسیاب را تنها و زبون و آواره می‌بیند و او را می‌شناسد و دستگیر می‌کند. سپس پیکی نزد گودرز می‌فرستد تا بیاید و یقین کند که آن فرد، افراسیاب است. چون گودرز رسید، افراسیاب با جادو می‌گریزد و در آبگیری پنهان می‌شود. گودرز برادر افراسیاب را برهنه کرده و تازیانه می‌زند. افراسیاب از فریاد او طاقت از کف می‌دهد و از آب بیرون می‌آید. گودرز او را دستگیر می‌کند و به ایران می‌فرستد. کیخسرو او را خسته و زبون می‌بیند و بی‌درنگ شمشیر کشیده و او را به دو نیم می‌کند. اما اندوهگین می‌شود و می‌گرید و اشک خود را به آتش پاک می‌کند و فرمان خاکسپاری او را می‌دهد.